# Víctor Bird
Víctor Bird, detto Chiqui (San Juan, 16 marzo 1982), è un pallavolista portoricano.
Giocava nel ruolo di opposto nei Gigantes de Carolina.

## Carriera
La carriera di Víctor Bird inizia nella stagione 2001, quando debutta nella Liga Superior portoricana coi Changos de Naranjito, franchigia nella quale milita ininterrottamente per sei annate, vincendo cinque titoli e venendo eletto come MVP delle finali del 2004; dal 2002 fa parte della nazionale portoricana, con la quale vince la medaglia d'oro ai XIX Giochi centramericani e caraibici, ripetendosi anche nell'edizione successiva.
Nel gennaio 2007 va a giocare in Argentina col Misiones Voley, mentre nella stagione 2007-08 gioca nel campionato cadetto francese, aiutando il Foyer Laïque Saint-Quentin Volley-Ball a centrare la promozione in massima serie; nel 2007 con la nazionale vince la medaglia d'argento alla Coppa Panamericana ed al campionato nordamericano. Dopo essere tornato ai Changos de Naranjito nel campionato 2008, gioca poi per un'annata ad Israele col Maccabi Raanana Volleyball Club, per poi approdare nella 1. Bundesliga tedesca col Moerser Sportclub 1985 nella stagione 2009-10; con la nazionale vince la medaglia di bronzo al campionato nordamericano 2009.
Dopo un periodo di inattività a causa di un infortunio al ginocchio sofferto in Germania, nella stagione 2011-12 approda ai Leones de Ponce, dove gioca per due annate, benché condizionato dagli infortuni. Dalla stagione 2013-14 difende i colori dei Gigantes de Carolina.

## Palmarès

### Club
- Campionato portoricano: 5

2001, 2003, 2004, 2005, 2006

### Nazionale (competizioni minori)
- Giochi centramericani e caraibici 2002
- Giochi centramericani e caraibici 2006
- Coppa Panamericana 2007

### Premi individuali
- 2004 - Liga Superior portoricana: MVP delle finali